# Aurelio Anselmo Grue

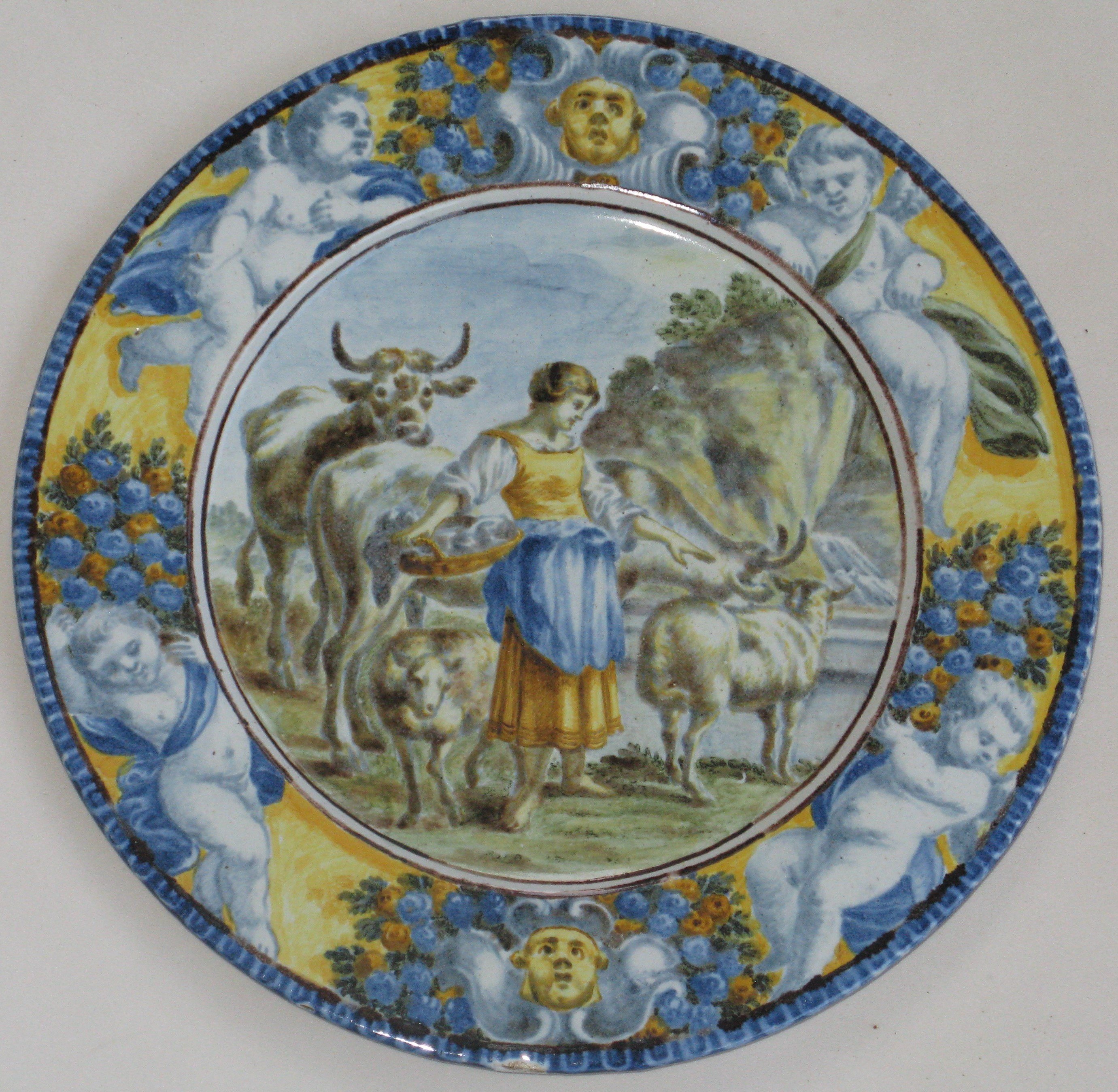
Aurelio Anselmo Grue, Scena pastorale, 1740 ca., Collezione privata.

Aurelio Anselmo Grue (Castelli, 1699 – Atri, dopo il 1759) è stato un ceramista italiano.

## Biografia
Figlio di Carlo Antonio, lavora nella bottega paterna prima di trasferisrsi nella città di Atri. Qui è protetto dalla famiglia dei duchi Acquaviva d'Aragona e dà luogo a una produzione di pregio lungo tutta la prima metà del Settecento.
Aurelio Anselmo Grue introduce molte novità sul fronte dei temi e dei soggetti rappresentati sulle maioliche. Rinnova in modo radicale anche il soggetto di paesaggio promosso dal padre Carlo Antonio, rileggendo alcuni modelli messi a punto pochi anni prima dal pittore Marco Ricci: il risultato sono autentici capolavori dove il paesaggio vibra di un respiro e una luminosità sorprendenti.
Aurelio Anselmo Grue adottò anche un linguaggio espressivo personalissimo, in virtù del quale il ceramista si distinse come colui che meglio seppe interpretare e tradurre in maiolica le sollecitazioni provenienti dalle nuove tendenze artistiche del Settecento.